# Where The Light Is: John Mayer Live In Los Angeles
Where The Light Is: John Mayer Live In Los Angeles som oftast förkortas Where The Light Is är ett livealbum och konsertfilm med bluesrock musikern John Mayer.
Konserten i fråga inkluderar tre separata akter, den första där Mayer spelar akustiskt, den andra med John Mayer Trio, och den sista med John Mayers turnéband. Titeln på konserten kommer ifrån en text ur låten "Gravity" från Continuum.